# Gustav Schroeder (General)
Hermann Gustav Albert Schroeder (* 15. Oktober 1818 in Glogau; † 6. Oktober 1899 in Berlin-Charlottenburg) war ein preußischer Generalmajor. 

## Leben

### Herkunft und Familie
Gustav war ein Sohn des Oberlandgerichtsregistrators Heinrich Schroeder und der Johanna Dorothea Schröter. Er vermählte sich mit Natalie von Seltzer, mit der er drei Kinder hatte. Eine weitere Ehe schloss er 1853 in Glatz mit Auguste Charlotte Wilhelmine Bullé (1817–1862), die jedoch ohne Leibeserben blieb.

### Werdegang
Schroeder besuchte das Gymnasium in Glogau und trat 1835 als Freiwilliger oder Pionier in die 6. Pionierabteilung der preußischen Armee ein. Von 1836 bis 1839 war er zur Artillerie- und Ingenieurschule kommandiert. Während dieser Zeit avancierte Schoeder 1837 zum Portepée-Fähnrich und wurde 1838 als Sekondeleutnant der 2. Ingenieurinspektion aggregiert. Unmittelbar nach seiner Ausbildung wechselte er zur 5. Pionierabteilung und 1841 zurück zur 6. Pionierabteilung, wurde schließlich 1842 in die 2. Ingenieurinspektion einrangiert. Er diente nun von 1843 bis 1847 nacheinander auf den Fortifikationen Glatz, Torgau, Magdeburg und Silberberg. 1849 wurde er Premierleutnant und Adjutant der 3. Festungsinspektion. Seine Beförderung zum Hauptmann in der 6. Pionierabteilung erfolgte 1852. Er kehrte als 1853 Lehrer für Wasserbau an die Artillerie- und Ingenieurschule zurück. Schroeder fand 1857 bei der 3. Ingenieurinspektion zum Ausbau der Festung Koblenz und 1859 bei der 2. Ingenieurinspektion zum Ausbau der Festung Schweidnitz Verwendung. Hier war er 1859 Ingenieuroffizier vom Platz, bevor er 1861 zum Major aufstieg und 1862 Festungsbaudirektor in Posen wurde. Er avancierte 1866 zum Oberstleutnant und erhielt 1868 den Charakter zum Oberst. Das Patent seines Dienstgrades wurde im selben Jahr mit der Berufung in die 7. Festungsinspektion rückdatiert auf die Charakterverleihung ausgestellt. 1871 wurde Schroeder der Rote Adlerorden III. Klasse mit Schleife verliehen. Er erhielt 1873 den Charakter eines Generalmajors und wurde Abteilungschef im Ingenieurkomitee und Mitglied der Prüfungskommission des Ingenieurkorps. 1874 wurde Schroeder mit Pension und bei Verleihung des Kronen-Orden II. Klasse zur Disposition gestellt. 
Dennoch gehörte er noch weitere 25 Jahre dem Lehrerkollegium der Artillerie- und Ingenieurschule an. Er war langjähriger Redakteur der 1879 eingestellten Zeitschrift Archiv für Artillerie- und Ingenieuroffiziere und Verfasser verschiedener Fachaufsätze.

## Fachaufsätze
- Das verschanzte Lager vor Plewna und der russ.-rumän. Angriff desselben vom 19. Juni bis 10. Dezember 1877. 1878.
- Der Kampf um Wien 1683, sein Verlauf und seine Bedeutung für die Geschichte des Festungskrieges. 1883.
- Rimpler, eine historisch-kritische Studie. 1884, im Beiheft zum Militär-Wochenblatt.
- Schumann und die Panzerfortifikation. 1890.